# 庫班卡河
庫班卡河（烏克蘭語：Кубанка），是烏克蘭的河流，位於該國北部，發源自新紹姆波利附近，流經敖德薩州，最終注入庫亞利尼克湖，河口處在庫班卡以南，河道全長20公里。